# Mare Smythii
Mer de Smyth

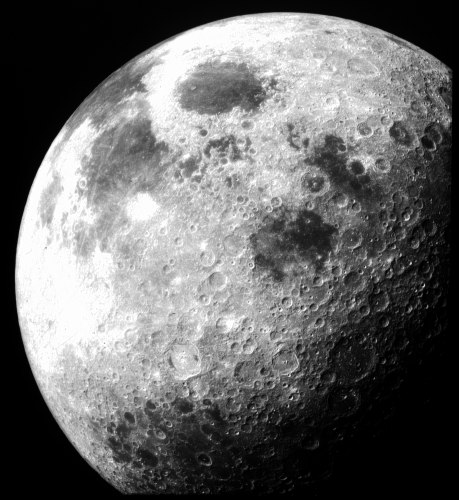
La lune, vue par Apollo 12. Mare Smythii est la zone sombre près de centre de la photo.

Mare Smythii (mer de Smyth, en latin) est une mare lunaire située sur l'équateur, à la limite est de la face visible de la Lune. Le bassin Smythii remonte au pré-nectarien, tandis que son voisinage est un système nectarien. Le basalte de cette mer est riche en aluminium et consiste en deux couches, la plus profonde remontant à l'imbrien supérieur, celle du dessus à l'ératosthénien. 
Le cratère Neper se trouve au nord de cette mer, également à proximité de Mare Marginis. Au nord-ouest de Mare Smythii se trouvent les cratères Schubert et Schubert B. Au sud, le cratère sombre Kästner a également été empli de basalte.